# Emeryk Zápolya
Emeryk Zápolya, (węg. Szapolyai Imre) (zm. 1487 przed 12 września) – palatyn Węgier od 1486.
Był najstarszym synem Władysława, pana Solymos, i jego pierwszej żony Doroty, bratem Mikołaja i Stefana.
W 1459 został podskarbim Królestwa Węgierskiego. Od 1463 był banem Dalmacji i Chorwacji, od 1464 gubernatorem Bośni, od 1465 żupanem Spisza.
W 1471 wziął udział w spisku przeciwko Maciejowi Korwinowi.
W 1486 został palatynem Węgier.
12 września 1487 został pochowany w Spiskiej Kapitule.
Około 1469 poślubił Urszulę Bebek, córkę Emeryka Bebeka, wojewody siedmiogrodzkiego. Urszula żyła jeszcze w 1486 roku.